# Postkantoor van Schoonhoven
Het postkantoor van Schoonhoven is een bouwwerk uit 1899 aan de Lopikerstraat 9 in Schoonhoven, in de Nederlandse provincie Zuid-Holland. Het postkantoor heeft een aangebouwde (Lopikerstraat 11) directeurswoning. Het postkantoor is ontworpen in neorenaissance-stijl door Daniël Knuttel.
Het gecementeerde tableau met Rijkswapen boven de vroegere ingang werd geschilderd door J.H. de Vries.